# طواف كولومبيا 2005
طواف كولومبيا 2005 هو سباق دراجات هوائية أقيم بتاريخ يوليو 24 – أغسطس 7، تكون السباق من 14 مرحلة وامتدّ لمسافة 2111.9 كم بسرعة 38.8126 كم/س، استغرق السباق 54 ساعة 24 دقيقة 55 ثانية.